# Isaac N. Morris

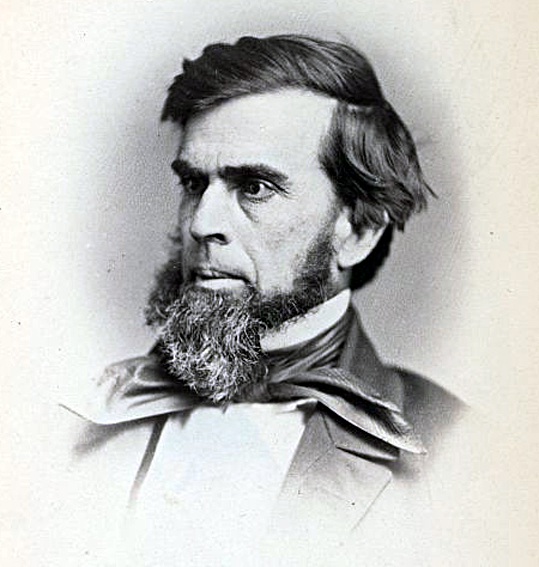
Isaac N. Morris (1859)

Isaac Newton Morris (* 22. Januar 1812 in Bethel, Clermont County, Ohio; † 29. Oktober 1879 in Quincy, Illinois) war ein US-amerikanischer Politiker. Zwischen 1857 und 1861 vertrat er den Bundesstaat Illinois im US-Repräsentantenhaus.

## Werdegang
Isaac Morris entstammte einer bekannten Politikerfamilie. Sein Vater war US-Senator Thomas Morris (1776–1844); sein älterer Bruder Jonathan (1804–1875) war Kongressabgeordneter für den Staat Ohio. Er besuchte die Miami University in Oxford. Nach einem anschließenden Jurastudium und seiner 1835 erfolgten Zulassung als Rechtsanwalt begann er in Warsaw (Illinois) in diesem Beruf zu arbeiten. Im Jahr 1838 verlegte er seine Kanzlei und seinen Wohnsitz nach Quincy im Adams County. Gleichzeitig schlug er als Mitglied der Demokratischen Partei eine politische Laufbahn ein. 1840 wurde er zum Secretary of State der Staatsregierung von Illinois ernannt, was er aber ablehnte. Im Jahr 1841 wurde er stattdessen Präsident der Illinois & Michigan Canal Co. Zwischen 1846 und 1848 war er Abgeordneter im Repräsentantenhaus von Illinois.
Bei den Kongresswahlen des Jahres 1856 wurde Morris im fünften Wahlbezirk von Illinois in das US-Repräsentantenhaus in Washington, D.C. gewählt, wo er am 4. März 1857 die Nachfolge von Jacob C. Davis antrat. Nach einer Wiederwahl konnte er bis zum 3. März 1861 zwei Legislaturperioden im Kongress absolvieren. Diese waren von den Ereignissen im unmittelbaren Vorfeld des Bürgerkrieges geprägt. Im Jahr 1860 verzichtete er auf eine erneute Kandidatur.
1869 wurde Isaac Morris vom neuen US-Präsidenten Ulysses S. Grant zum Bundesbeauftragten für die Union Pacific Railroad ernannt. Er starb am 29. Oktober 1879 in Quincy.